# Савчич, Никола
Нико́ла Са́вчич (серб. Никола Савчић / Nikola Savčić; 13 марта 1974, Белград) — сербский югославский пловец, выступал за национальную сборную Югославии на всём протяжении 1990-х годов. Участник летних Олимпийских игр в Сиднее, участник чемпионатов мира по водным видам спорта, рекордсмен страны, победитель и призёр многих первенств национального значения в плавании брассом.

## Биография
Никола Савчич родился 13 марта 1974 года в Белграде. Активно заниматься плаванием начал с раннего детства, проходил подготовку в белградском столичном клубе «11 апреля». Специализировался на плавании брассом.
Впервые вошёл в основной состав югославской национальной сборной ещё в 1990 году. Принимал участие во многих крупных соревнованиях международного значения, в частности в 1993 году выступал на чемпионате мира на короткой воде в Мальорке, а в 1994 году побывал на мировом первенстве по водным видам спорта в Риме. Неоднократный рекордсмен Югославии в плавании брассом.
Благодаря череде удачных выступлений Савчич удостоился права защищать честь страны на летних Олимпийских играх 2000 года в Сиднее — в плавании на 100 метров брассом стартовал по второй дорожке в четвёртом предварительном заплыве. Показав время 1.04,64, установил новый рекорд Югославии, однако этого оказалось недостаточно для попадания в полуфинальную стадию. В итоговом протоколе соревнований он расположился на 42 строке .
Вскоре после окончания сиднейской Олимпиады Никола Савчич принял решение завершить карьеру профессионального спортсмена, уступив место в сборной молодым югославским пловцам. В 2001 году переехал на постоянное жительство в США, работал тренером по плаванию в американской команде «Лейкридж», базирующейся в городе Рино, штат Невада.